# معركة سبرينغ هيلز
حدثت معركة سبرنغ هيل في 29 نوفمبر 1864 في تنيسي، كجزء من حملة فرانكلين ناشفيل في الحرب الاهلية الامريكية، يقود الجنرال جين بيل هود جيش الاتحاد في تينيسي، وهاجم قوات التحالف كانت تحت راية  الجنرال جين إم سكوفيلد فانسحبت القوات من كولومبيا عبر سبرنغ هيل، ونتيجة إلى الفشل المتكرر للقيادة لم يتمكن جيش الاتحاد من الحاق ضرر كبير بالقوات الفدرالية أو إيقافهم من عبور الشمال لفرانكلين في الظلام، ففي اليوم التالي تابع هوود نظيره سكوفيلد وهاجم حصونه في معركة فرانكلين مما أدى إلى خسائر فادحة في جيش الكونفدرالي.

## تاريخ المعركة
بعد هزيمة هود في حملة أتلانتا كان يأمل في جذب اللواء جين ويليام شيرمان إلى المعركة بإعاقة إصال المؤونة إليه من تشانتوغا إلى أتلانتا، بعد هزيمته في حملة أتلانتا، كان هود يأمل في جذب الميجور جنرال ويليام شيرمان إلى المعركة من خلال تعطيل خطوط الإمداد من تشانتوغا إلى أتلانتا، بعد فترة وجيزة سعى خلالها إلى هود، اختار شيرمان بدلاً من ذلك إجراء مسيرته إلى البحر من أتلانتا إلى سافانا جورجيا. ترك القوات تحت قيادة اللواء جين جورج اتش توماس قائد جيش كومبرلاند للدفاع عن تنسي وهزيمة هوود: بشكل أساسي الفيلق الرابع من جيش كمبرلاند، بقيادة الميجور جنرال ديفيد إس ستانلي، والفيلق الثالث والعشرون من جيش ولاية أوهايو، بقيادة الميجور جنرال جون سكوفيلد.
تحرك هود عبر شمال ألاباما وركز جيشه في فلورنسا في الفترة من 30 أكتوبر إلى 21 نوفمبر، في انتظار الإمدادات والارتباط بقائد سلاح الفرسان المعين حديثًا، الميجور جنرال، بدلاً من محاولة ملاحقة شيرمان عبر جورجيا، قرر هود تنفيذ خطة جديدة: التحرك شمالًا إلى ولاية تينيسي، وهزيمة جيش توماس قبل أن يتمكن من التركيز والاستيلاء على مركز التصنيع المهم في ناشفيل والاستمرار شمالًا إلى كنتاكي، حتى ولاية نهر أوهايو، من هذه النقطة يمكنه السفر شرقًا إلى فيرجينيا للانضمام إلى الجنرال روبرت إي لي في بطرسبرج، حث قائد العمليات الجنرال بيوريجارد هود على اتخاذ إجراءات فورية في محاولة إعاقة تقدم شيرمان، مشددًا على أهمية التحرك قبل أن يتمكن توماس من توحيد قواته.
سار جيش تينيسي شمالًا من فلورنسا في 21 نوفمبر في ثلاثة أعمدة: فيلق اللواء بنجامين فتشيثام على اليسار، والجنرال ستيفن دي لي في الوسط، والجنرال ألكسندر بي ستيوارت على اليمين، وقد فحصهم فرسان فورست جميعًا، تراجع سكوفيلد، الذي قاد فيلق ستانلي بالإضافة إلى قواته، وسار بسرعة شمالًا من بولاسكي إلى كولومبيا.  تمكن الفدراليون من الوصول إلى كولومبيا وإقامة التحصينات قبل ساعات فقط من وصول قوات الاتحاد.
في 24-29 نوفمبر، حدثت «معركة كولومبيا» وكانت سلسلة من المناوشات والقصف المدفعي ضد كولومبيا، وفي 28 نوفمبر، وجه توماس شوفيلد لبدء الاستعدادات للانسحاب شمالًا إلى فرانكلين، فقد كان يتوقع أن وصول الميجور جنرال أندرو جيه سميث فيلق السادس عشر من ميسوري وشيكًا وأراد أن تدافع القوة المشتركة ضد هود على خط نهر هاربث في فرانكلين بدلاً من نهر داك في كولومبيا، إلا أن توقعه لم يكن صحيحا. أرسل سكوفيلد قطار الإمداد وكان800 عربة، تحت حراسة جزء من فرقة الفيلق الرابع، في نفس اليوم أرسل الجنرال جورج فاجنر، هود فرق الفرسان الثلاثة تحت قيادة ناثان بيدفورد فورست على بعد أميال شرق كولومبيا، حيث عبروا النهر واتجهوا شمالًا.
في 29 نوفمبر، أرسل هود فيلق تشيتهام وستيوارت في قواتا شمالًا، وعبروا نهر داك في فورد في ديفيز شرق كولومبيا، بينما بقيت فرقتان من فيلق لي ومعظم مدفعيات الجيش على الضفة الجنوبية لخداع سكوفيلد في التفكير في هجوم عام خطط له ضد كولومبيا، خطط هود الذي كان يقود الفرقة بالقرب من فيلق تشيتهام اقتحام جيشه بين سكوفيلد وتوماس، على أمل هزيمة سكوفيلد مع انسحاب القوات الفيدرالية شمالًا من كولومبيا،  تبع فيلق ستيوارت شيتام، وتبعهم فرقة الميجور جنرال إدوارد "Allegheny" جونسون (فيلق لي).  ظل بقية فيلق لي جنوب كولومبيا، متظاهرين بنيران المدفعية ضد رجال سكوفيلد.
استمرت المناوشات بين سلاح العميد الجنرال جيمس ويلسون وقوات الاتحاد فورست طوال اليوم مع تقدم الاتحاد، وأجبرت حركة فوريست الواسعة من 4 آلاف جندي ويلسون بالتحرك شمالا لهورتز كورنر مما منع فرسان الاتحاد التدخل في تقدم مشاة هود بحلول الساعة 10 صباحًا يوم 29 نوفمبر، أمر فورست رجاله بالتوجه غربًا نحو سبرينغ هيل. أرسل ويلسون رسائل متعددة إلى شوفيلد يحذر فيها من تقدم هود، ولكن لم يصدق شوفيلد التقارير حتى فجر 29 نوفمبر، وفهم الخداع الذي يمثله قصف لي المدفعي، وأدرك المأزق الذي كان فيه، أرسل ستانلي شمالًا مع الفيلق الرابع فرقة العميد الجنرال ناثان كيمبال من تبقى من فرقة فاغنز، والجزء الأكبر من مدفعية الاحتياط الفيدرالي،  كانت مهمتهم الأساسية هي حماية القطارات، وتلاها الحفاظ على مفترق الطرق في سبرينغ هيل للسماح للجيش بأكمله بالانسحاب بأمان إلى فرانكلين..

## مواضيع ذات صلة
الحرب الأهلية أمريكية
معركة كولومبيا